# Polnische Meisterschaften im Naturbahnrodeln 2004
Die Polnischen Meisterschaften im Naturbahnrodeln 2004 fanden vom 29. Februar bis 1. März in Szczyrk-Biła in der Woiwodschaft Schlesien statt.

## Einsitzer Herren
| Rang | Name             | Klub                 | Jahrgang | Zeit        |
| ---- | ---------------- | -------------------- | -------- | ----------- |
| 1    | Damian Waniczek  | LKS Jastrząb Szczyrk | 1981     | 1:01,62 min |
| 2    | Adam Jędrzejko   | UKS Sopotnia Mała    | 1987     | 1:02,67 min |
| 3    | Andrzej Laszczak | LKS Jastrząb Szczyrk | 1976     | 1:03,63 min |

## Einsitzer Damen
| Rang | Name              | Klub                               | Jahrgang | Zeit        |
| ---- | ----------------- | ---------------------------------- | -------- | ----------- |
| 1    | Karolina Waniczek | LKS Jastrząb Szczyrk               | 1983     | 1:02,12 min |
| 2    | Ewelina Żurek     | KSS Beskidy Bielsko-Biała          | 1980     | 1:02,45 min |
| 3    | Marzena Goryl     | ULKS Lipowiec Czechowice-Dziedzice | 1985     | 1:05,41 min |

## Doppelsitzer
| Rang | Namen                            | Klub                                        | Jahrgang  | Zeit        |
| ---- | -------------------------------- | ------------------------------------------- | --------- | ----------- |
| 1    | Andrzej Laszczak Damian Waniczek | LKS Jastrząb Szczyrk                        | 1976 1981 | 1:05,53 min |
| 2    | Tobiasz Pieszko Sebastian Marek  | LKS Jastrząb Szczyrk                        | 1986 1988 | 1:08,84 min |
| 3    | Adam Jędrzejko Piotr Kobza       | UKS Sopotnia Mała KSS Beskidy Bielsko-Biała | 1988 1987 | 1:09,06 min |